# Wysoka Dąbrowa
Wysoka Dąbrowa (deutsch Schöneberg) ist ein Ort in der polnischen Woiwodschaft Ermland-Masuren. Er gehört zur Gmina Kolno (Landgemeinde Groß Köllen) im Powiat Olsztyński (Kreis Allenstein).

## Geographische Lage
Wysoka Dąbrowa liegt in der nördlichen Mitte der Woiwodschaft Ermland-Masuren, 13 Kilometer westlich der früheren Kreisstadt Rößel (polnisch Reszel) bzw. 41 Kilometer nordöstlich der heutigen Kreismetropole Olsztyn (deutsch Allenstein).

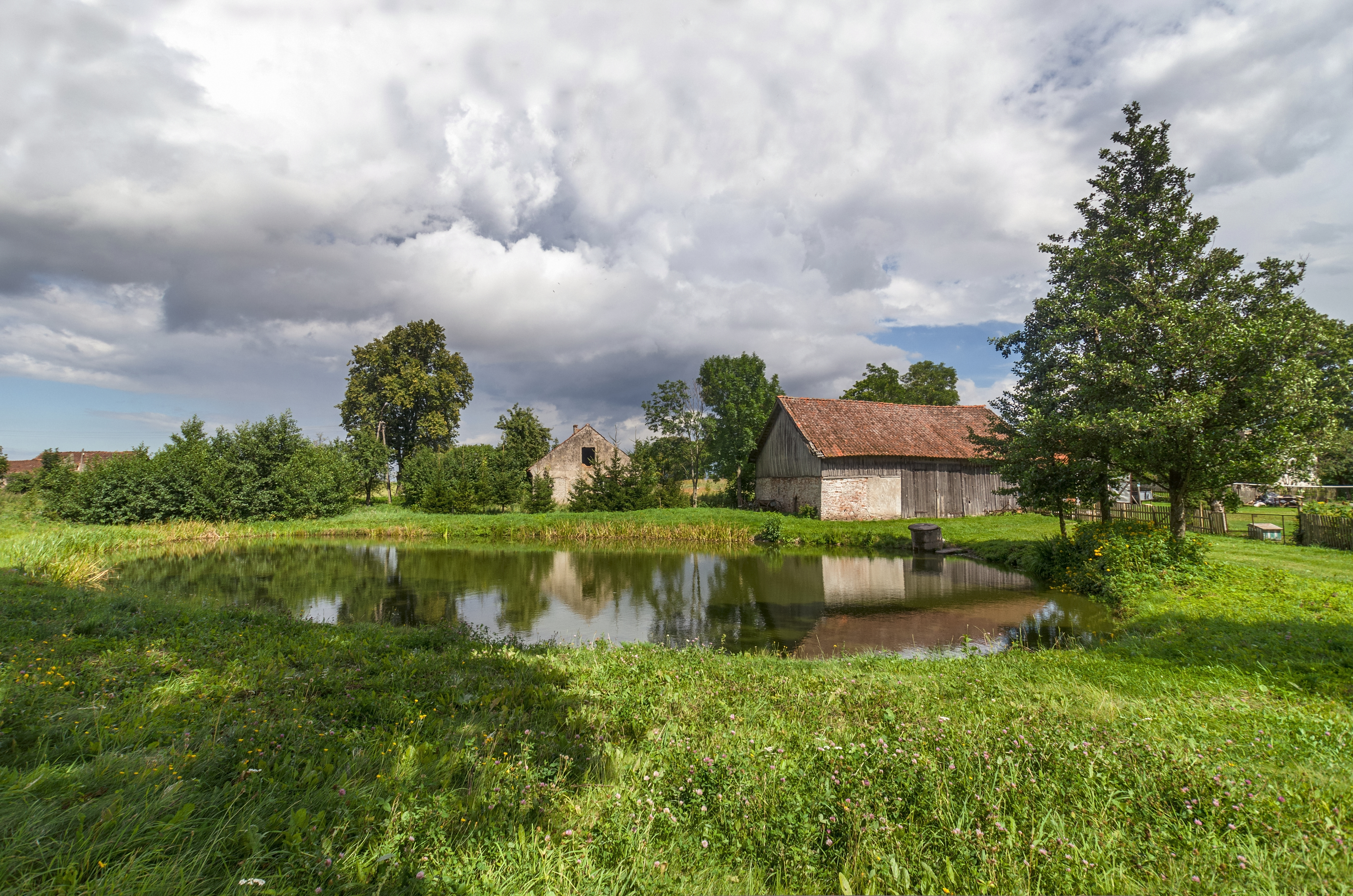
Dorfteich in Wysoka Dąbrowa

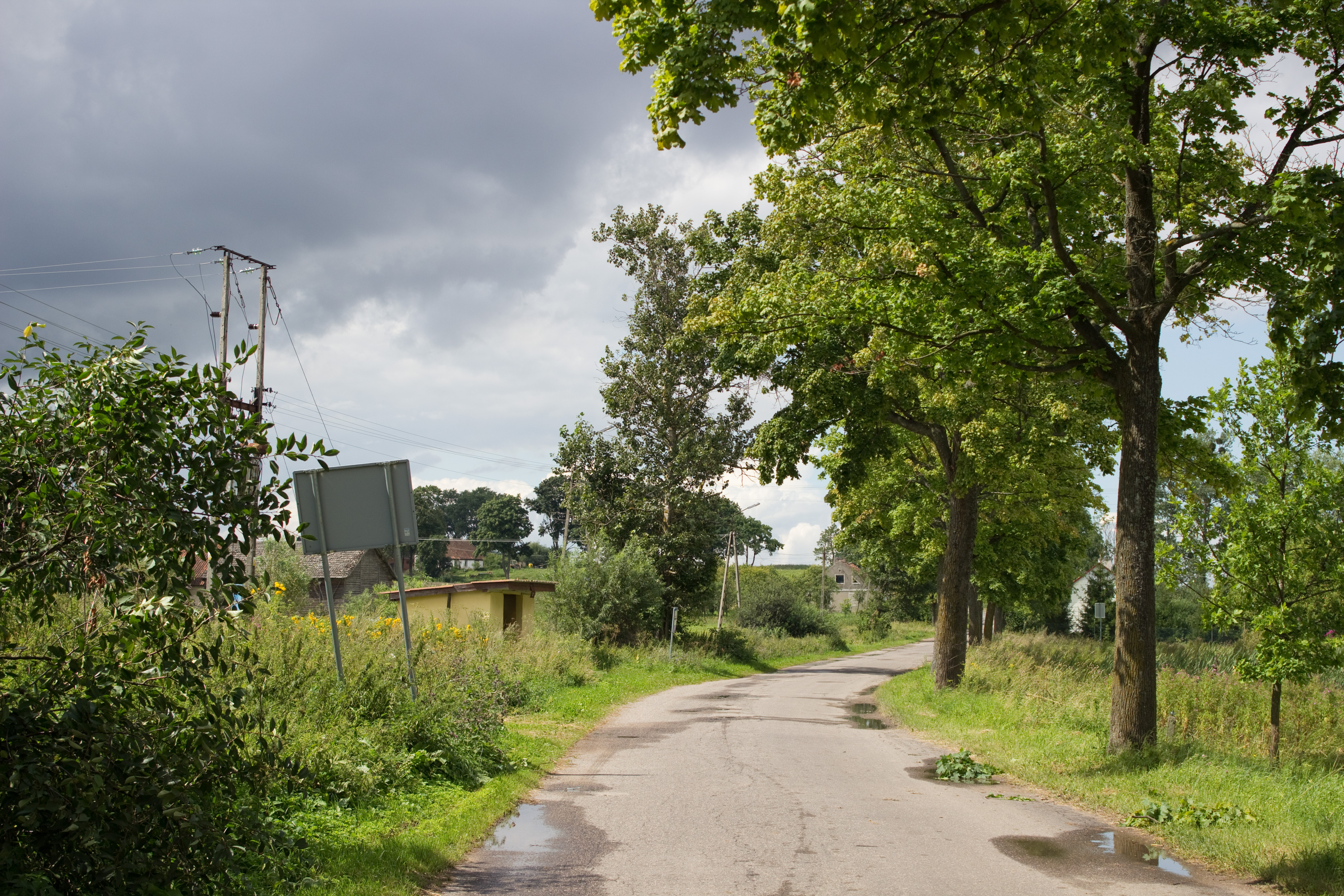
Dorfstraße

## Geschichte
Das seinerzeit Schönenberg genannte Dorf wurde am 4. November 1344 vom Vogt Bruno von Lutern gegründet. Am 17. September 1359 bestätigte der Ermländer Bischof Johann Stryprock die Handfeste für das Dorf.
Im Jahre 1785 wurde Schöneberg als königliches Dorf mit 43 Feuerstellen erwähnt, 1820 ebenso, aber mit 50 Feuerstellen bei 365 Einwohnern.
Als im Jahre 1874 der Amtsbezirk Glockstein (polnisch Unikowo) im ostpreußischen Kreis Rößel gebildet wurde, wurde die Landgemeinde Schöneberg ein Teil desselben.
Im Jahre 1885 zählte das Dorf Schöneberg 636 Einwohner, im Jahre 1910 waren es 539, und 1933 sowie 1939 beliefen sich die Zahlen auf 481 bzw. 441.
Das gesamte südliche Ostpreußen wurde 1945 in Kriegsfolge an Polen abgetreten. In diesem Zusammenhang erhielt Schöneberg die polnische Namensform „Wysoka Dąbrowa“ und ist heute eine Ortschaft innerhalb der Landgemeinde Kolno (Groß Köllen) im Powiat Olsztyński (Kreis Allenstein), von 1975 bis 1998 der Woiwodschaft Olsztyn, seither der Woiwodschaft Ermland-Masuren zugehörig.

## Kirche
Bis 1945 war Schöneberg in die evangelische Kirche Bischofstein in der Kirchenprovinz Ostpreußen der Kirche der Altpreußischen Union eingegliedert. Heute gehören die evangelischen Kirchglieder zur Kirche in Bartoszyce (Bartenstein), einer Filialkirche der Johanneskirche in Kętrzyn (Rastenburg) in der Diözese Masuren der Evangelisch-Augsburgischen Kirche in Polen.
Seitens der römisch-katholischen Kirche war Schöneberg bis 1945 nach Glockstein im damaligen Bistum Ermland eingepfarrt, und auch heute noch ist Wysoka Dąbrowa katholischerseits nach Unikowo ausgerichtet, das heute zum Erzbistum Ermland gehört.

## Verkehr
Wysoka Dąbrowa liegt an einer Nebenstraße, die Sątopy (Santoppen) an der Woiwodschaftsstraße 594 mit Tejstymy (Teistimmen) an der Landesstraße 57 verbindet. Eine Bahnanbindung besteht nicht.